# John Millington Synge
Edmund John Millington Synge (/sɪŋ/; 16 tháng 4 năm 1871 – 24 tháng 3 năm 1909) là một nhà viết kịch, nhà thơ và nhà sưu tầm văn hóa dân gian người Ireland. Ông là nhân vật quan trọng trong cuộc Phục hưng văn học Ireland và là một trong những người đồng sáng lập Nhà hát kịch Abbey. Ông nổi tiếng với vở kịch The Playboy of the Western World gây ra náo loạn ở Dublin trong buổi diễn ra mắt tại Nhà hát Abbey.
Dù có xuất thân Anh-Ireland đặc quyền trong xã hội, các tác phẩm của Synge liên quan chủ yếu đến không gian nông thôn Công giáo Ireland với quan điểm của ông về ngoại giáo đặt trong thế giới quan đó. Synge mắc bệnh Hodgkin, một loại ung thư di căn biến chứng không chữa được. Ông qua đời vài tuần trước sinh nhật thứ 38 của mình khi đang cố hoàn thành vở kịch cuối cùng của mình Deirdre of the Sorrows.

## Tiểu sử

### Đầu đời
Synge sinh tại Newtown Villas, Rathfarnham, hạt Dublin vào ngày 16 tháng 4 năm 1871. Ông là con trai út trong gia đình Tin Lành trung lưu có tám người con. Cha là John Hatch Synge là một luật sư, xuất thân từ một gia đình quý tộc lãnh chúa ở lâu đài Glanmore, Hạt Wicklow. Ông là chú của anh em nhà toán học John Lighton Synge và nhà tiên phong về kính hiển vi quang học Edward Hutchinson Synge. Ông nội tên là John Synge, một Cơ Đốc nhân truyền giáo tham gia vào phong trào Huynh đệ Plymouth. Ông ngoại là Robert Traill, giám đốc Giáo hội Ireland ở Schull, hạt Cork, qua đời trong Nạn đói lớn ở Ireland năm 1847. Kỵ của ông là chấp sự cao cấp ở Killala.
Cha của Synge mắc bệnh đậu mùa và mất năm 1872 ở tuổi 49, được an táng vào ngày con trai mình đầy năm. Mẹ của Synge chuyển cả gia đình về cạnh nhà bà ngoại ở Rathgar, hạt Dublin. Dù hay đau ốm, Synge đã có một tuổi thơ hạnh phúc ở đó. Ông bắt đầu có thú vui quan sát chim muông dọc theo bờ sông Dodder và trong các kỳ nghỉ cùng gia đình tại khu nghỉ mát ven biển Greystones, hạt Wicklow hay dinh thự tại Glanmore.
Synge được dạy riêng ở trường tại Dublin và Bray, sau đó học dương cầm, sáo flute, vĩ cầm, lý thuyết âm nhạc và đối âm tại Học viện Âm nhạc Hoàng gia Ireland. Ông đến lục địa để học nhạc nhưng thay đổi ý định và quyết định tập trung vào văn học. Ông là một sinh viên tài năng và giành được học bổng đối âm vào năm 1891. Năm 1888, nhà ông chuyển đến vùng ngoại ô Kingstown (nay là Dún Laoghaire). Năm 1889, Synge nhập học Cao đẳng Ba Ngôi, Dublin. Năm 1892, ông tốt nghiệp cử nhân môn tiếng Ireland và tiếng Do Thái cũng như tiếp tục nghiên cứu âm nhạc và chơi trong Dàn nhạc Học viện tại Phòng hòa nhạc Antient. Trong khoảng thời gian từ tháng 11 năm 1889 đến năm 1894, ông học nhạc riêng với Robert Prescott Stewart.
Synge tham gia Dublin Naturalists' Field Club (Câu lạc bộ điền dã các nhà tự nhiên học Dublin) và đọc các tác phẩm của Charles Darwin. Ông viết: "Khi khoảng 14 tuổi, tôi có được một cuốn sách của Darwin... Nội dung trong đó bùng nổ với những gì tôi đã được học. Càng cố đẩy nó ra, nó càng quay trở lại mới mẻ và mạnh mẽ hơn... Ngay sau đó, tôi tìm đến các văn phẩm [bằng chứng] bênh vực Cơ Đốc giáo, lúc đầu vui thích say sưa đọc, ngay sau đó bắt đầu nghi ngờ và cuối cùng trong một số trường hợp, tôi cười nhạo nó." Tiếp tục ông viết "Ngay sau khi từ bỏ vương quốc Thiên Chúa, tôi bắt đầu thực sự quan tâm đến vương quốc Ireland thế tục. Quan điểm chính trị của tôi lòng vòng... đến chủ nghĩa dân tộc ôn hòa."
Synge sau đó bắt đầu quan tâm đến Ireland cổ và quần đảo Aran, làm thành viên Liên đoàn Ireland trong một năm. Nguyên nhân từ bỏ Liên đoàn như lời ông nói với Maud Gonne: "Thuyết tái sinh Ireland của tôi khác với chị... Tôi muốn tự mình hành động vì Ireland nhưng sẽ không bao giờ thực hiện được nếu bị hòa vào một cuộc cách mạng và phong trào bán quân sự." Năm 1893, ông xuất bản tác phẩm đầu tay Kottabos: A College Miscellany một bài thơ chịu ảnh hưởng từ William Wordsworth.

### Nhà văn mới nổi
Sau khi tốt nghiệp, Synge muốn trở thành một nhạc sĩ chuyên nghiệp và đến Đức học nhạc. Ông ở Koblenz trong năm 1893 và chuyển đến Würzburg vào tháng 1 năm 1894. Phần vì ngại biểu diễn trước công chúng, phần vì nghi ngờ khả năng của mình, ông quyết định từ bỏ âm nhạc để theo đuổi sở thích văn chương. Tháng 6 năm 1894, ông trở lại Ireland và đến Paris vào tháng 1 năm 1895 để học văn học và ngôn ngữ tại Sorbonne.
Trong kỳ nghỉ hè với gia đình ở Dublin, ông gặp và yêu Cherrie Matheson, bạn của anh em họ mình và là thành viên của Huynh đệ Plymouth. Ông hai lần ngỏ lời cầu hôn vào năm 1895 và 1896 nhưng đều bị từ chối do quan điểm tôn giáo khác nhau giữa hai người. Việc bị khước từ đã tác động sâu sắc đến Synge, ông quyết tâm đi xa khỏi Ireland càng lâu càng tốt.
Năm 1896, Synge đến Ý để học ngôn ngữ trong một thời gian trước khi về lại Paris. Cuối năm đó, ông gặp William Butler Yeats, người khuyến khích ông sống một thời gian ở quần đảo Aran. Sau đó, ông trở về Dublin và chuyên tâm sáng tác. Năm đó, ông cùng với Yeats, Lady Gregory và George William Russell lập ra Hiệp hội Sân khấu Quốc gia Ireland, là tổ chức thành lập Nhà hát Abbey sau này. Ông viết một số bài phê bình văn học cho tờ Irlande Libre của Gonne và các tạp chí khác. Ông cũng sáng tác một số bài thơ và văn xuôi theo phong cách fin de siècle suy đồi nhưng không xuất bản (những tác phẩm này cuối cùng được tập hợp vào thập niên 1960 trong tuyển tập Collected Works). Ông cũng tham dự các bài giảng của học giả người Celt nổi tiếng Henri d'Arbois de Jubainville tại Sorbonne.

### Quần đảo Aran và những vở kịch đầu tiên

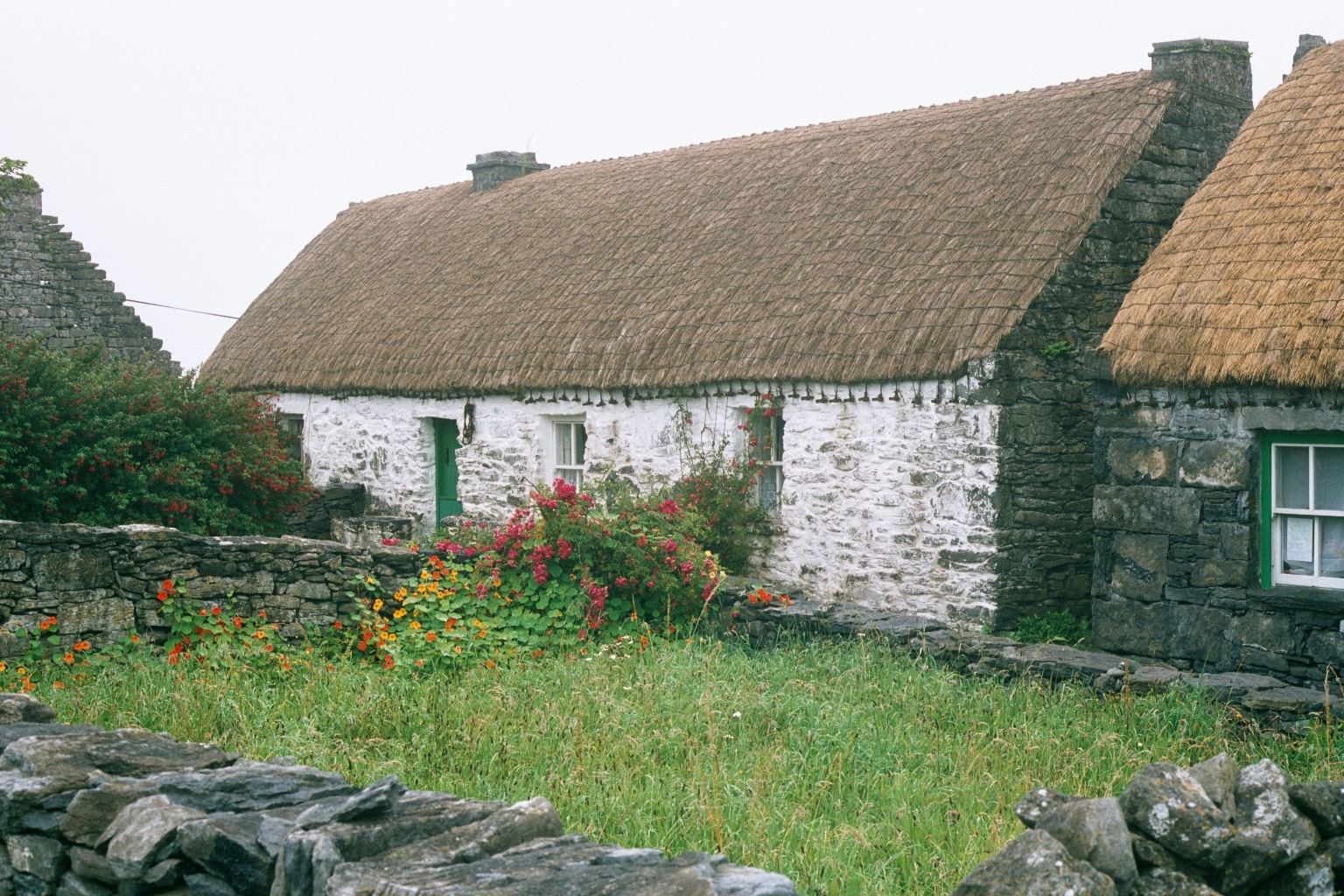
Ngôi nhà nhỏ nơi Synge trú ngụ trên Inis Meáin, nay là bảo tàng Teach Synge

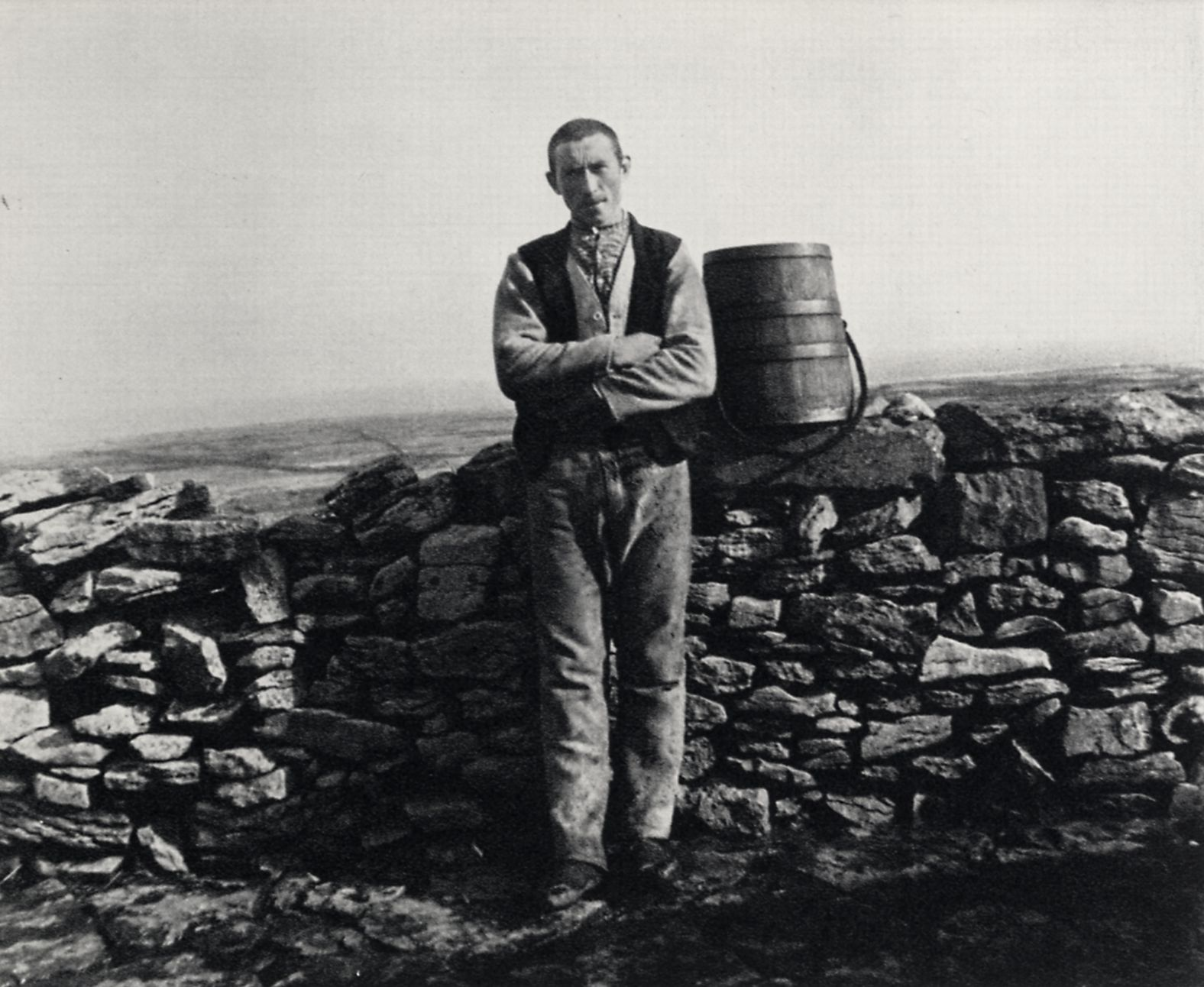
John Millington Synge, cư dân đảo Inis Meáin

Năm 1897, Synge lần đầu chịu bệnh Hodgkin phát tác và phải cắt bỏ một tuyến phì đại trên cổ. Năm sau, ông nghỉ hè ở quần đảo Aran. (Ông cũng có thời gian ở lại dinh thự của Lady Gregory, Coole Park gần Gort, hạt Galway, nơi ông gặp lại Yeats và cả Edward Martyn.) Ông dành liền năm mùa hè sau đó ở quần đảo Aran, sưu tầm truyện tích và văn hóa dân gian, hoàn thiện vốn tiếng Ireland của mình. Phần lớn thời gian còn lại trong năm, ông tiếp tục sống ở Paris. Ông cũng thường xuyên ghé thăm Bretagne. Trong giai đoạn này, ông sáng tác vở kịch đầu tay của mình When the Moon Has Set (Lúc trăng lặn) và gửi cho Lady Gregory với mong muốn được diễn tại Nhà hát văn học Ireland vào năm 1900 nhưng bị từ chối (Vở kịch không được xuất bản cho đến khi nằm trong tuyển tập Collected Works).
Năm 1898, tác phẩm đầu tiên của Synge về cuộc sống trên quần đảo Aran được xuất bản trên tờ New Ireland Review. Tác phẩm Quần đảo Aran chủ yếu dựa trên các ghi chép nhật ký được hoàn thành năm 1901 và xuất bản năm 1907 với minh họa của Jack Butler Yeats. Synge coi đây là "tác phẩm nghiêm túc đầu tay của tôi". Khi đọc bản thảo, Lady Gregory khuyên Synge bỏ hết các địa danh thực đi và thêm nhiều câu chuyện dân gian hơn nhưng ông từ chối vì muốn cho nội dung được chân thực. Cuốn sách thể hiện cách nhìn nhận của Synge về người dân trên đảo còn có một niềm tin ngoại giáo do tổ tiên truyền lại ẩn chứa bên dưới đức tin Công giáo. Những trải nghiệm trên quần đảo Aran là nền tảng để Synge viết tiếp những vở kịch về đời sống nông thôn Ireland.

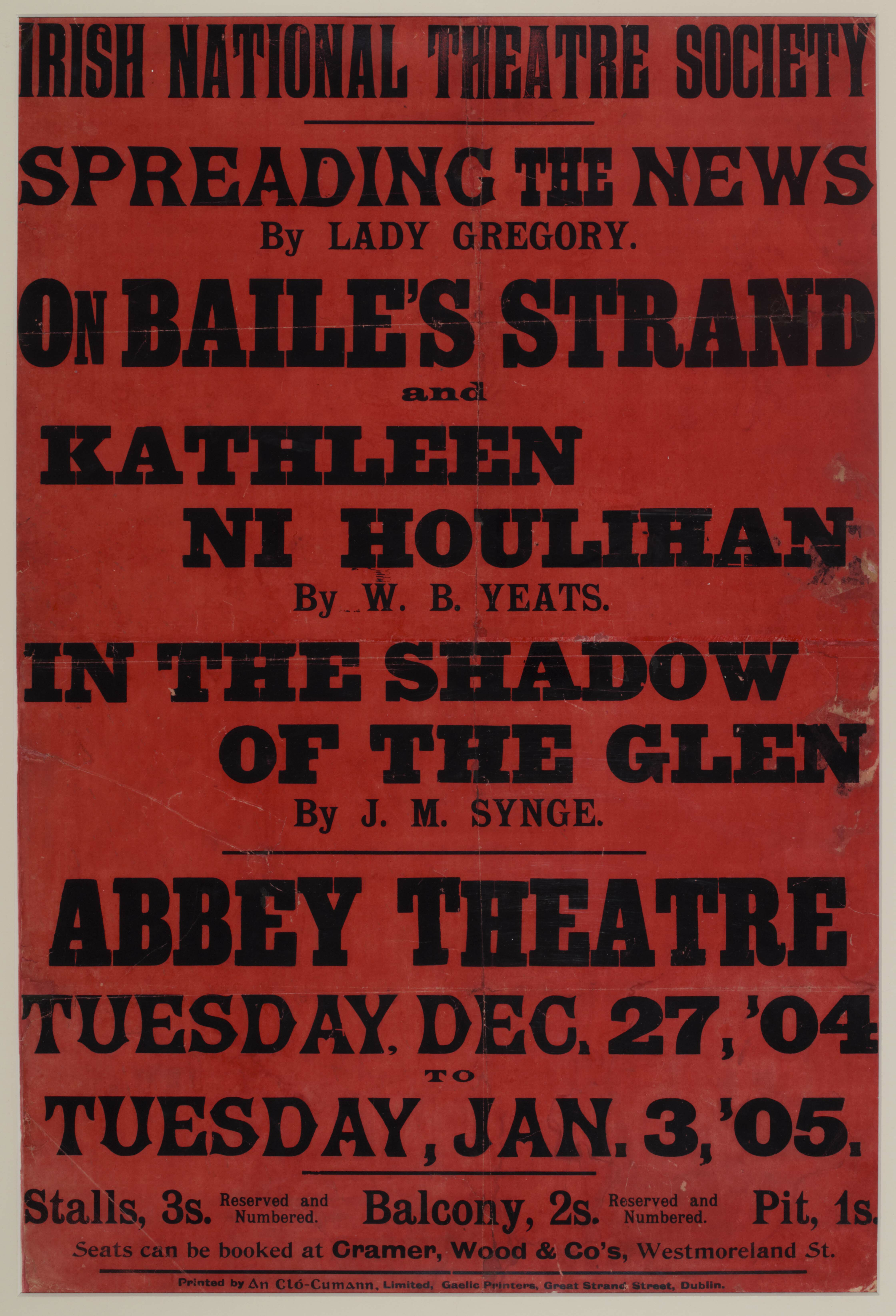
Áp phích khai trương Nhà hát Abbey bằng vở In the Shadow of the Glen

Năm 1903, Synge rời Paris và chuyển đến Luân Đôn. Năm trước đó, ông sáng tác hai vở kịch một màn Riders to the Sea và The Shadow of the Glen. Lady Gregory chấp thuận những vở kịch này và The Shadow of the Glen được trình diễn tại Sảnh Molesworth vào tháng 10 năm 1903. Riders to the Sea cũng được lên sân khấu đó vào tháng 2 năm 1904. The Shadow of the Glen đến với công chúng với cái tên In the Shadow of the Glen nằm trong chuỗi sự kiện khai trương Nhà hát Abbey từ ngày 27 tháng 12 năm 1904 đến ngày 3 tháng 1 năm 1905. Cả hai vở kịch đều dựa trên những câu chuyện mà Synge đã sưu tầm được ở quần đảo Aran. Synge dựa vào đạo cụ từ quần đảo Aran thiết kế sân khấu cho mỗi vở diễn. Synge cũng đưa phương ngữ Hiberno trong tiếng Anh vào vở kịch nhằm phát huy tác dụng ngôn ngữ văn chương của nó, phần vì ông cho rằng ngôn ngữ Ireland không thể tồn tại.
Kịch bản The Shadow of the Glen dựa trên câu chuyện về người vợ ngoại tình nên đã bị nhà lãnh đạo chủ nghĩa dân tộc Ireland Arthur Griffith công kích trong một bài viết là "nói xấu phụ nữ Ireland". Về sau, Synge viết: "Khi sáng tác The Shadow of the Glen vài năm trước, tôi đã có được nguồn tư liệu phong phú hơn bất kỳ nơi nào trong mái ấm ngôi nhà cũ Wicklow để có thể lắng nghe được chuyện các hầu gái nói với nhau trong bếp." (trích "Preface" (Giới thiệu) của Synge cho vở The Playboy). Ý kiến này làm gia tăng các chỉ trích với Synge mạnh mẽ hơn vì cho rằng ông đã miêu tả phụ nữ Ireland quá phiến diện. Riders to the Sea cũng bị những người theo chủ nghĩa dân tộc công kích, như Patrick Pearse chê bai vở kịch về thái độ tác giả với Chúa Trời và tôn giáo. Pearse, Griffith và những người công giáo bảo thủ khác tuyên bố Synge đã làm làm xung khắc chủ nghĩa dân tộc Ireland khi không lý tưởng hóa nhân vật của mình. Tuy nhiên, các ý kiến phê bình sau đó lại nhắm vào việc Synge đã lý tưởng hóa tầng lớp nông dân Ireland quá mức. Vở kịch một màn thứ ba The Tinker's Wedding được sáng tác trong khoảng thời gian này nhưng Synge ban đầu không định cho lên sân khấu, lý do chính là trong đó có cảnh một giáo sĩ bị trùm bao tải, như ông viết cho Elkin Mathews vào năm 1905 rằng nó có thể sẽ khiến "rất nhiều bạn của chúng ta ở Dublin" thất vọng.

Khi thành lập Nhà hát Abbey, Synge được bổ nhiệm làm cố vấn văn học và có chân trong ban giám đốc cùng với Yeats và Lady Gregory. Cái nhìn của ông về nhà hát Ireland khác với Yeats và Lady Gregory như trong thư gửi Stephen MacKenna: 
 Tôi không tin vào khả năng có "một Nhà hát Quốc gia huyền thoại Cúchulainn đơn thuần kỳ lạ, cổ hủ, lý tưởng, tươi mới như gió xuân"... không vở kịch nào có thể hình thành từ bất cứ những gì khác nằm ngoài căn bản thực tế của đời sống, vốn dĩ không bao giờ quái lạ, không hiện đại nhưng cũng chẳng cổ lỗ, và như tôi thấy, thật hiếm khi mới mẻ như ngày xuân hoặc hoành tráng kiểu Cúchulainn. 
Năm 1905, vở kịch tiếp theo của Synge là The Well of the Saints được dàn dựng tại Abbey và một lần nữa lại hứng chịu sự phản đối của chủ nghĩa dân tộc. Năm 1906, vở kịch được diễn tại Nhà hát Deutsches (Berlin). Nhà phê bình Joseph Holloway ý kiến rằng vở kịch là sự kết hợp giữa "trữ tình và bẩn thỉu".

### Cuộc náo loạnPlayboyvà sau đó

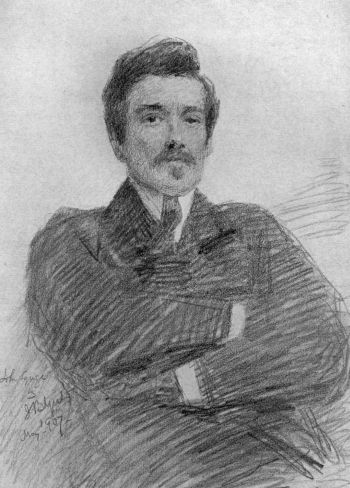
John Millington Synge

The Playboy of the Western World được nhiều người coi là kiệt tác của Synge. Vở kịch được công diễn lần đầu tại Nhà hát Abbey vào ngày 26 tháng 1 năm 1907. Một hài kịch về kẻ sát hại phụ mẫu kéo theo phản ứng thù địch từ công luận Ireland. Tờ Freeman's Journal mô tả vở kịch là "một sự phỉ báng thẳng thừng không còn gì thậm tệ hơn với những người tá điền Ireland và khủng khiếp hơn với phụ nữ Ireland". Arthur Griffith, người tin rằng Nhà hát Abbey là vô chính trị, mô tả vở kịch là "một câu chuyện thấp hèn và vô nhân đạo được kể bằng thứ ngôn ngữ tồi tệ nhất mà chúng ta từng nghe từ sàn diễn công chúng" và còn đá qua phẩm hạnh phụ nữ Ireland bằng dòng chữ "...một loạt các phụ nữ được chọn, đứng đấy với quần lót...". Vào thời điểm đó, quần lót được coi là biểu tượng của Kitty O'Shea và sự lăng loàn. Một bộ phận khán giả đáng kể trong buổi diễn đầu tiên đã làm náo loạn khiến màn ba phải diễn như kịch câm. Náo loạn tiếp tục xảy ra ở mỗi buổi diễn đã lên lịch trong tuần đó. Yeats đề cập đến sự cố này trong một bài phát biểu trước khán giả Abbey vào năm 1926 trong đêm thứ tư của vở The Plough and the Stars (Cái cày và những vì sao) của Seán O'Casey, ông nói: "Các bạn đã tự làm nhục chính mình lần nữa. Đây liệu có phải cách chào đón sự xuất hiện của một thiên tài Ireland? Đầu tiên là Synge rồi giờ đến O'Casey?"
Mặc dù kịch bản The Tinker's Wedding khởi thảo cùng lúc với Riders to the Sea và In the Shadow of the Glen, Synge phải mất 5 năm đến tận 1907 mới có thể hoàn thành. Riders được trình diễn tại nhà hát Racquet Court ở Galway từ ngày 4 đến ngày 8 tháng 1 năm 1907 và không được trở lại sân khấu cho đến năm 1909 nhưng sau đó cũng chỉ được diễn ở Luân Đôn. Daniel Corkery là nhà phê bình đầu tiên phản ứng với vở kịch "Giới tác gia thấy tiếc khi Synge viết một tác phẩm tệ như vậy còn công chúng không hiểu nổi tại sao nó lại được lên sân khấu."

## Qua đời
Ngày 24 tháng 3 năm 1909, Synge qua đời ở tuổi 37 tại Viện dưỡng lão Elpis ở Dublin và được an táng tại Nghĩa trang Mount Jerome, Harold's Cross, Dublin.
Ngày 8 tháng 4 năm 1909, một tuyển tập Poems and Translations do Yeats viết lời tựa được Cuala Press xuất bản. Vở kịch cuối cùng còn dở dang của Synge Deirdre of the Sorrows được nữ diễn viên Molly Allgood (Maire O'Neill) cũng là vợ đính hôn của ông hoàn tất cùng Yeats. Thứ Năm ngày 13 tháng 1 năm 1910, vở kịch ra mắt tại Abbey với Allgood vào vai Deirdre.

## Nhân cách
John Masefield viết rằng Synge "cho người khác ấn tượng đầu tiên về một tính cách kỳ dị". Masefield nhận xét quan điểm sống của Synge bắt nguồn từ sức khỏe ông kém. Đặc biệt, Masefield nói "Hơi hướng dã man của ông cho tôi cảm nhận ông là một người đang chết nắm bắt lấy sự sống và bám víu điên cuồng bằng một đời sống hoang dại, như một người bệnh chỉ mong được sống"..
Yeats tóm tắt cái nhìn của mình về Synge qua một khổ thơ trong "In Memory of Major Robert Gregory" (Tưởng niệm thiếu tá Robert Gregory):
And that enquiring man John Synge comes next,
That dying chose the living world for text
And never could have rested in the tomb
But that, long travelling, he had come
Towards nightfall upon certain set apart
In a most desolate stony place,
Towards nightfall upon a race
Passionate and simple like his heart.
Tạm dịch
Kế đến John Synge bước tiếp hạ màn,
Chết chọn để lời cho cõi dương gian
Mà chẳng bao giờ nằm lại trong mồ
Nhưng chuyến trường chinh người đi trên lộ
Hướng về màn đêm chắc chắn phải buông
Trên nơi đá lạnh hoang vu cùng cực,
Về màn đêm phủ cuộc đua tranh sức
Như trái tim người, giản dị vĩ cuồng.
Synge là một nhà chính trị cấp tiến, đắm chìm trong văn học xã hội chủ nghĩa của William Morris như chính ông nói "muốn thay đổi mọi thứ từ gốc rễ đến cành". Năm 1896, trước sự ngạc nhiên của mẹ, ông đến Paris để tham gia nhiều hơn vào chính trị cấp tiến. Mối quan tâm này còn còn đến tận phút lâm chung khi ông mời gọi các y tá chăm sóc mình tham gia vào chủ đề nữ quyền.

## Di sản
Các tác phẩm của Synge tạo ra một phong cách thống trị cho kịch nghệ tại Nhà hát Abbey đến thập niên 1940. Chủ nghĩa hiện thực văn học cách điệu trong sáng tác của ông được phản ánh trong quá trình đào tạo tại trường dạy diễn xuất của nhà hát. Các vở kịch về đời sống nông dân giữ chủ đạo cho đến cuối thập niên 1950. Nhà viết kịch lớn kế tiếp của Abbey là Sean O'Casey thấu hiểu tác phẩm của Synge và cố gắng mang lại điều tương tự cho tầng lớp lao động bình dân Dublin như những gì Synge đã làm cho dân nghèo nông thôn. Brendan Behan, Brinsley MacNamara và Lennox Robinson đều chịu ảnh hưởng từ Synge.
Nhà phê bình Vivian Mercier là một trong những người đầu tiên nhận ra Samuel Beckett chịu ảnh hưởng từ Synge. Beckett là khán giả thường xuyên tới Abbey khi còn trẻ và đặc biệt hâm mộ các vở kịch của Yeats, Synge và O'Casey. Mercier chỉ ra những điểm tương đồng giữa vai những kẻ lang thang, hành khất và nông dân của Synge với nhiều nhân vật trong tiểu thuyết và kịch của Beckett.
Gần đây, ngôi nhà nhỏ của Synge trên quần đảo Aran được khôi phục làm điểm thu hút du khách du lịch. Trường hè Synge thường niên được tổ chức liên tục từ năm 1991 tại làng Rathdrum, hạt Wicklow. Synge là chủ đề trong phim tài liệu Synge agus an Domhan Thiar (Synge và thế giới phương Tây) năm 1999 của Mac Dara Ó Curraidhín. Năm 2010, Joseph O'Connor viết tiểu thuyết Ghost Light (Ánh sáng ma) dựa trên chuyện tình Synge và Molly Allgood.

## Tác phẩm
- In the Shadow of the Glen, 1903 (Trong bóng Glen)
- Riders to the Sea, 1904 (Người đi biển)
- The Well of the Saints, 1905 (Giếng của các Thánh)
- The Aran Islands, 1907 (Quần đảo Aran, tại wikisource: The Aran Islands)
- The Playboy of the Western World, 1907 (Tay chơi của thế giới phương Tây)
- The Tinker's Wedding, 1908 (Đám cưới của Tinker)
- Poems and Translations, 1909 (Thơ và bản dịch)
- Deirdre of the Sorrows, 1910 (Deirde sầu não)
- In Wicklow và West Kerry, 1912 (Ở Wicklow và West Kerry)
- Collected Works of John Millington Synge 4 tập, 1962–1968 (Tuyển tập John Millington Synge)
  - Tập 1 Poems, 1962 (Thơ)
  - Tập 2 Prose, 1966 (Văn xuôi)
  - Tập 3 và 4 Plays, 1968 (Kịch)